# Petrey
Petrey è un comune degli Stati Uniti d'America situato nella contea di Crenshaw dello Stato dell'Alabama.